# IC 1569
IC 1569 — галактика типу S0 (спіральна галактика) у сузір'ї Риби.
Цей об'єкт міститься в оригінальній редакції індексного каталогу.